# Diphu
Diphu is een dorp in het district Karbi Anglong van de Indiase staat Assam. 

## Demografie
Volgens de Indiase volkstelling van 2001 wonen er 52.062 mensen in Diphu, waarvan 53% mannelijk en 47% vrouwelijk is. De plaats heeft een alfabetiseringsgraad van 75%. 